# Lug, Bajina Bašta
Lug (izvirno srbsko Луг) je naselje v Srbiji, ki upravno spada pod Občino Bajina Bašta; slednja pa je del Zlatiborskega upravnega okraja.

## Demografija
V naselju živi 1887 polnoletnih prebivalcev, pri čemer je njihova povprečna starost 33,3 let (32,5 pri moških in 34,1 pri ženskah). Naselje ima 720 gospodinjstev, pri čemer je povprečno število članov na gospodinjstvo 3,55.
To naselje je, glede na rezultate popisa iz leta 2002, večinoma srbsko.
|  |

| Demografija | Demografija     | Demografija     |
| Leto        | Št. prebivalcev | Št. prebivalcev |
| ----------- | --------------- | --------------- |
|             |                 |                 |
|             |                 |                 |
|             |                 |                 |
|             |                 |                 |
| 1948        | 501             |                 |
| 1953        | 636             |                 |
| 1961        | 1011            |                 |
| 1971        | 583             |                 |
| 1981        | 913             |                 |
| 1991        | 1711            | 1699            |
| 2002        | 2595            | 2555            |
|             |                 |                 |

| Etnična sestava po popisu iz leta 2002 | Etnična sestava po popisu iz leta 2002 | Etnična sestava po popisu iz leta 2002 | Etnična sestava po popisu iz leta 2002 | Etnična sestava po popisu iz leta 2002 |
| -------------------------------------- | -------------------------------------- | -------------------------------------- | -------------------------------------- | -------------------------------------- |
| Srbi                                   | Srbi                                   |                                        | 2.543                                  | 99,53%                                 |
| Jugoslovani                            | Jugoslovani                            |                                        | 3                                      | 0,11%                                  |
| Hrvati                                 | Hrvati                                 |                                        | 2                                      | 0,07%                                  |
| Črnogorci                              | Črnogorci                              |                                        | 1                                      | 0,03%                                  |
| Nemci                                  | Nemci                                  |                                        | 1                                      | 0,03%                                  |
| Neznano                                | Neznano                                |                                        | 3                                      | 0,11%                                  |